# Команда Новотны
Команда Новотны — первое подразделение люфтваффе, оснащенное реактивными истребителями, созданное в сентябре 1944 года в Ахмере, которую возглавил один из самых результативных летчиков-асов Германии Вальтер Новотны.
Первый чисто истребительный рейд против союзных бомбардировщиков состоялся 3 октября 1944 года, и летные качества самолетов Me.262 чрезвычайно встревожили союзных пилотов. Однако вскоре они обнаружили, что Me.262 чрезвычайно уязвим при взлете и посадке, и истребители союзников сосредоточились на нападениях на авиабазы реактивных самолетов. Пытаясь защитить реактивные машины в момент их наибольшей уязвимости, люфтваффе использовали более 100 самолетов Bf.109 и Fw.190.
Команда Новотны была распущена после того, как 8 ноября 1944 года, из-за пожара в двигателе самолета, погиб командир подразделения. Позднее в том же месяце еще несколько самолетов были направлены в истребительные соединения, хотя в основном самолеты Me.262 выделялись для формирования четырех бомбардировочных подразделений.
Уцелевшие самолеты команды Новотны составили ядро III группы 7-й истребительной эскадры в Бранденбурге-Бресте, которую формировал полковник Йоханнес Штейнхоф. Однако только к самому концу войны JG 7 смогла набрать штатную численность.